# Geoffrey Gorer
Geoffrey Gorer (født 26. marts 1905, død 24. maj 1985) var en engelsk etnolog, antropolog og forfatter, som er bedst kendt for sin anvendelse af psykoanalytiske teknikker til antropologi.
Han blev uddannet på Charterhouse og på Jesus College, Cambridge. I 1930'erne skrev han ikke-udgivet fiktion og drama. Hans første bog var The Revolutionary Ideas of the Marquis de Sade (1934, revideret 1953, 1964).
Han offentliggjorde en kulturel undersøgelse fra en rejse i Afrika med titlen Africa Dances (1935, nye udgaver 1949, 1962), ligesom han også offentliggjorde undersøgelserne Bali and Angkor, or, Looking at Life and Death (1936), Hot Strip Tease appeared (1937) og Himalayan Village (1938).